# 楊井村
楊井村（やぎいむら）は、埼玉県幡羅郡・大里郡に存在した村。現在の熊谷市大字楊井にあたる。

## 地理
- 川：和田川

## 歴史

### 沿革
- 1889年（明治22年）4月1日 - 町村制施行により発足。吉岡村と町村組合を結成し、吉岡組合村となる。
- 1910年（明治43年）3月9日 - 吉岡組合村2村が合併し、改めて吉岡村が発足。同日楊井村廃止。